# Os Caramelows
Os Caramelows (anteriormente Liniker e Os Caramelows) é um grupo musical brasileiro fundado em 2015 na cidade de Araraquara, São Paulo. A formação inicial teve Liniker (vocal), Renata Éssis (vocal), Rafael Barone (contrabaixo elétrico), William Zaharanszki (guitarra), Péricles Zuanon (bateria) e Márcio Bortoloti (trompete). Fernando Travassos (teclados), Marja Lenski (percussões acústicas) e Éder Araújo (saxofone) também integram o grupo desde 2016. Em 2020, a vocalista Liniker anunciou sua saída do grupo.

## História
Liniker canta e escreve suas próprias letras e músicas. No ano de 2015, enquanto estudava teatro livre em Santo André (São Paulo), ela conheceu um time de músicos de Araraquara (também sua cidade de origem) e, diante de uma grande amizade e afinidade artística entre eles, ela propôs a formação de um grupo musical e a profissionalização do sonho de viver da música, a partir de três músicas que Liniker guardava de uma forma muito íntima. Em 15 de outubro, Cru, primeiro EP do grupo, é publicado acompanhado de registros em vídeo (o grupo estava acompanhado também da cantora e compositora Ekena e da cantora Bárbara Rosa, integrante do grupo falecida em 26 de Junho de 2016). "Zero" foi o primeiro single do EP e conseguiu 2 milhões de visualizações em 2 dias, chegando hoje a mais de 27 milhões de visualizações. "Louise Du Brésil" e "Caeu" também ganharam milhões de visualizações rapidamente. Durante a turnê de divulgação do trabalho, a banda realizou 80 shows por diversas partes do Brasil. Em 16 de setembro de 2016, Remonta, álbum de estreia do grupo, foi publicado com ajuda de fãs através de um financiamento coletivo no Catarse. A campanha teve um sucesso enorme e o valor arrecado ultrapassou a meta do projeto. Foram utilizadas as mesmas essências do EP para o álbum, abordando amor e relacionamentos, com várias misturas e referências. Três das canções do disco já estavam presentes no EP. O disco reverberou internacionalmente, ganhando atenção da imprensa estrangeira. Em 22 de Março de 2019, "Goela Abaixo", segundo álbum do grupo, foi publicado após 2 anos de turnê em apresentação a "Remonta" e mais de 20 países visitados. No mesmo ano, o álbum foi indicado ao Grammy Latino de Melhor Álbum de Rock e/ou Música Alternativa 2018/2019 e, desde então, o grupo está apresentando as músicas do álbum.
Neste meio-tempo, Liniker também fez diversas participações especiais (incluindo uma música com Rodrigo Alarcon, "Amor-Acidente", e uma interpretação conjunta com Elza Soares para a trilha sonora de Carcereiros, "Foi Você, Fui Eu") e publicou algumas músicas sem o grupo na virada de 2019 para 2020 (destaque para "Presente", pelo canal do YouTube A Colors Show; e diversas interpretações em "Acorda, Amor", álbum conjunto com Letrux, Xênia França, Luedji Luna e Maria Gadú derivado do especial de natal de 2018 do Cultura Livre e produzido por Roberta Martinelli e Décio 7), enquanto Os Caramelows publicaram um EP instrumental auto-intitulado e 9 íntegras instrumentais derivadas do álbum "Goela Abaixo". Na entrevista onde Liniker e Rafael Barone contaram do processo de separação do grupo, Rafael comentou que o grupo fez um registro ao vivo no SESC Pompeia que "não prometemos data, mas é um material lindo que será lançado em algum momento"; que haverá uma turnê de despedida entre Junho e Julho de 2020 dedicada ao público brasileiro; e que Os Caramelows continuarão juntos.
Sobre este último fato, Rafael comentou:

"A gente continua com o projeto de Caramelows; ainda estamos entendendo o que é exatamente; foram 3 músicas com viés instrumental, alguns singles com cantoras convidadas e lançamos mais algumas instrumentais; a Rê (Renata Éssis) vai cantar uma. Vamos fazer vários experimentos e entender o que é esse grupo assim. Além dos trabalhos individuais assim."
Por outro lado, Liniker comentou que pretende voltar ao curso de teatro livre que começou em 2015:
"Às vezes, os sonhos que a gente tem não cabem todo mundo. Às vezes, alguém quer produzir disco na Espanha; (eu) quero (me) dedicar a teatro, cinema... Às vezes, nossos sonhos são díspares. Até os sonhos mais internos. Lembro desse dia da reunião de ficar pensando impossível que eu tenha realizado tudo. (Acho que) Deveria ter 23 anos ali. Como eu poderia ter realizado tudo isso? Calma, tem que ter mais coisa. Mas é abrir espaço, porosidade."

## Discografia

### Álbuns de estúdio
| Álbum                       | Detalhes |
| --------------------------- | --- |
| Remonta                     | - Lançamento: 16 de setembro de 2016 - Formatos: CD, Streaming, Vinil - Gravadora: Independente                                                                                             |
| Goela Abaixo                | - Lançamento: 22 de março de 2019 - Formatos: CD, Streaming - Gravadora: Independente |
| Goela Abaixo (Instrumental) | Liniker não participa. "Brechoque", "Textão", "Claridades" e "Intimidade" não fazem parte desta edição. - Lançamento: 27 de setembro de 2019 - Formato: Streaming - Gravadora: Independente |

### Extended plays(EPs)
| Álbum      | Detalhes |
| ---------- | --- |
| Cru        | - Lançamento: 15 de outubro de 2015 - Formatos: EP, download digital - Gravadora: Independente              |
| Caramelows | Liniker não participa. - Lançamento: 22 de novembro de 2019. - Formato: Streaming - Gravadora: Independente |

### Singles
| Título                                                  | Ano  | Álbum        |
| ------------------------------------------------------- | ---- | ------------ |
| "Zero"                                                  | 2015 | Cru          |
| "Caeu"                                                  | 2015 | Cru          |
| "Louise de Brésil"                                      | 2015 | Cru          |
| "BoxOkê" (C/ Aeromoças & Tenistas Russas + Tássia Reis) | 2016 | Remonta      |
| "Prendedor De Varal"                                    | 2016 | Remonta      |
| "Sem Nome, Mas Com Endereço"                            | 2017 | -            |
| "Lava"                                                  | 2018 | Goela Abaixo |
| "Calmô"                                                 | 2018 | Goela Abaixo |
| "Intimidade"                                            | 2019 | Goela Abaixo |
| "De Ontem"                                              | 2020 | Goela Abaixo |

### Participações especiais (apenas Liniker)
| Título       | Ano  | Outros artistas      | Álbum                          |
| ------------ | ---- | -------------------- | ------------------------------ |
| "Bolso Nada" | 2016 | Francisco, el Hombre | Soltasbruxa                    |
| "Amianto"    | 2017 | Supercombo           | Session da Tarde: 1ª Temporada |

## Integrantes

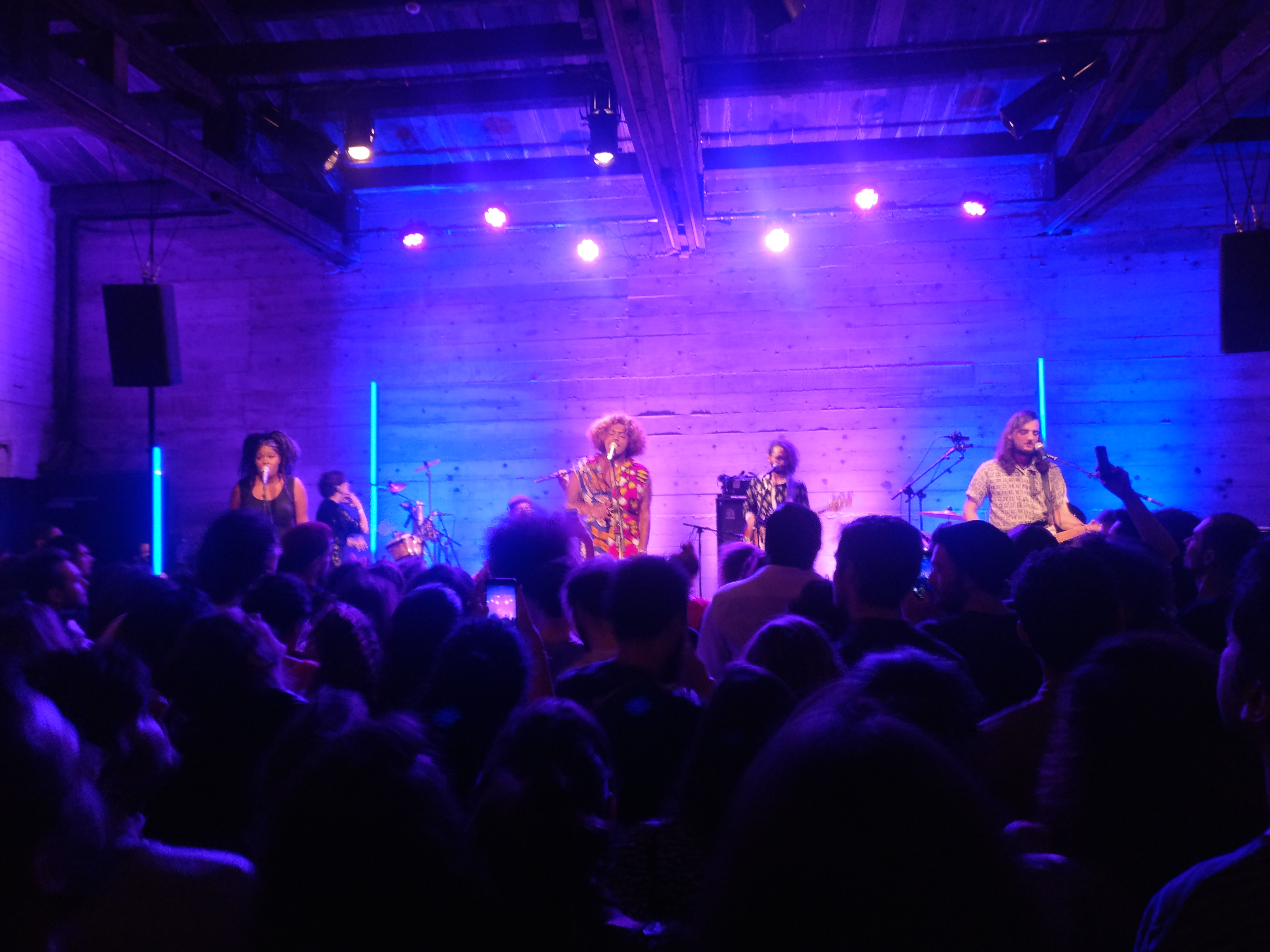
Liniker & Os Caramelows apresentando "Remonta" no festival Banlieues Bleues. Paris, 2018.

### Atuais
- Renata Éssis – vocal (2015–presente)
- Rafael Barone – contrabaixo elétrico (2015–presente)
- William Zaharanszki – guitarra (2015–presente)
- Péricles Zuanon – bateria (2015–presente)
- Márcio Bortoloti – trompete (2015–presente)
- Marja Lenski – percussões acústicas (2016–presente)
- Fernando Travassos – teclados (2016–presente)
- Éder Araújo – saxofone (2016–presente)

### Antigos
- Bárbara Rosa – vocal (2015–16; falecida)
- Liniker – vocal (2015–20)

## Prêmios e indicações
| Ano  | Premiação                             | Categoria                                                                        | Indicação    | Resultado | Ref.          |
| ---- | ------------------------------------- | -------------------------------------------------------------------------------- | ------------ | --------- | ------------- |
| 2016 | Prêmio Multishow de Música Brasileira | Melhor Hit                                                                       | "Zero"       | Indicado  | [ 26 ] [ 27 ] |
| 2016 | Prêmio Multishow de Música Brasileira | Revelação                                                                        | Melhor Grupo | Venceu    | [ 26 ] [ 27 ] |
| 2019 | Grammy Latino                         | Grammy Latino de Melhor Álbum de Rock ou Música Alternativa em Língua Portuguesa | Goela Abaixo | Indicado  | [ 28 ]        |